# タムソン塾
タムソン塾は、アメリカ合衆国長老教会宣教師ディビッド・タムソンが東京築地で開いていた洋学の私塾。

## 概要
1863年にディビッド・タムソンが来日する。東京での宣教活動に専念するために横浜公会をヘンリー・ルーミスに託して、1873年（明治6年）2月に小川義綏夫妻と共に東京築地の居留地に転居した。東京転居後まもなく、切支丹禁制の高札が撤去された。1873年9月20日には築地居留地17番A号の東京ユニオン・チャーチを借りて、横浜公会のメンバー8人によって東京基督東京公会（新栄教会）を創立した。
タムソンは築地で私塾を始め、青山昇三郎、北原義道、服部章蔵、鈴木銃太郎、小林格、谷崎全次、渡辺利兵衛らが学んだ。
1877年（明治10年）にオリバー・マクリーン・グリーンとウィリアム・インブリーの築地六番神学校（長老教会神学校）とブラウン塾とワデル塾（スコットランド教会塾）と合同して、東京一致神学校を開校し、タムソン塾は発展解消した。タムソン塾の7名の塾生は東京一致神学校に入学し、タムソンは神学校で旧約聖書釈義を受け持った。